# Municipio de San Francisco La Unión
Municipio de San Francisco La Unión är en kommun i Guatemala.   Den ligger i departementet Departamento de Quetzaltenango, i den västra delen av landet, 110 km väster om huvudstaden Guatemala City.